# أسير بولو
أسيّر بولو (بالإسبانية: Asier Polo)‏ هو عازف تشيلو إسباني، ولد في 1971 في بلباو في إسبانيا.